# Skulpturenweg Schweinstal

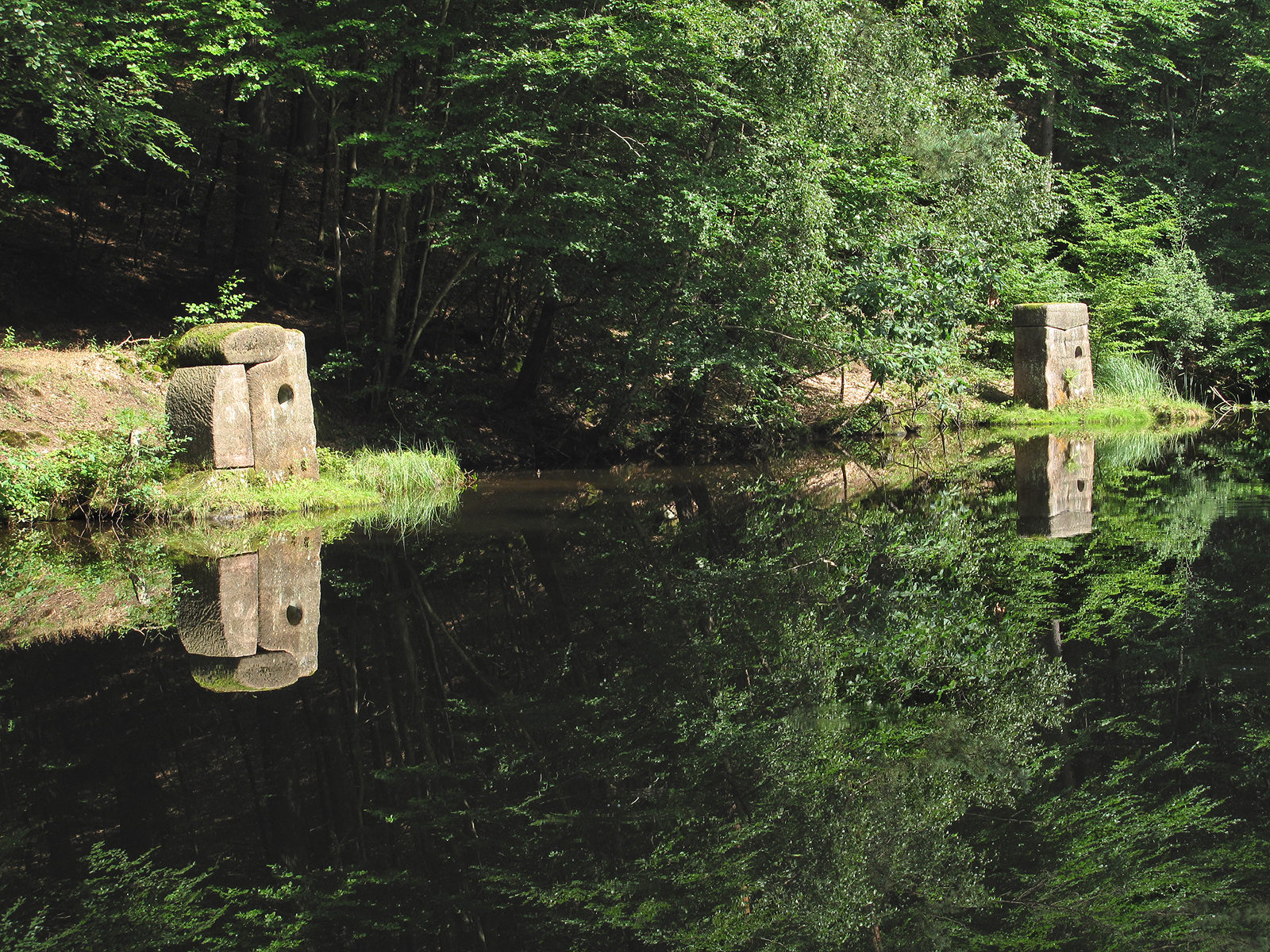
Willi Bauer, Gespräche zum Teich

Der Skulpturenweg Schweinstal südlich von Trippstadt, Landkreis Kaiserslautern, im Südwesten von Rheinland-Pfalz ist ein Teilstück des Skulpturenwegs Rheinland-Pfalz.

## Projektbeschreibung
Das Land Rheinland-Pfalz fördert seit mehr als zwanzig Jahren Kunstprojekte im öffentlichen Raum, Bildhauersymposien und Skulpturenwege.
Bei einem der ersten Bildhauersymposien in der Region wurden 1986 fünfzehn Werke aufgestellt, die am drei Kilometer langen Kernstück des Schweinstals stehen.
Bei mehreren folgenden Symposien entstanden zusätzliche Arbeiten. 2014 sind fünfundzwanzig Werke an einer dreizehn Kilometer langen Strecke zu sehen. Sie verläuft von der Bundesstraße 270 dem Schweinsbach entlang nach Nordwesten, umrundet Queidersbach und führt von der Landesstraße 472 auf einem Waldweg wieder zum Ausgangspunkt zurück. An der Einmündung der Landesstraße 500 ist ein Anschluss zum Skulpturenweg Karlstal und dem Skulpturenweg Trippstadt-Stelzenberg möglich.

## Präsente Künstler und Werke
- Martin Schöneich: Teilung, 1986 (13)
- Adolf Ryszka: Ruhiger Stein, 1986 (01)
- Osamu Ishikawa: Lebensbaum, 1986 (02)
- Karl Seiter: o. T., 1986 (03)
- Josef Nadj: Liegende Figur, 1986 (04)
- Bernd Mathes: o. T., 1986 (05)
- Klaus Großkopf: Steinerne Blume, 1986 (06)
- Ursula Kärcher: Die engere Schneise, 1986 (07)
- Ulrich Johannes Müller: Von hier aus, 1986 (08)
- Willi Bauer: Gespräche zum Teich, 1986 (09)
- Volker Ries: Arbeitsfeld, 1986 (10)
- Osamu Ishikawa: Begegnung und Gespräch, 2005 (11)
- Osamu Ishikawa: Heiligtum, 2005, (12)

## Weitere Künstler und Werke
Nach dem Steinbruch Picard, wo 1986 die Urzelle des Skulpturenwegs Rheinland-Pfalz war, sind am Waldweg in Richtung Queidersbach und um Queidersbach herum, weitere Skulpturen aufgestellt:
- Osamu Ishikawa: Waldklangtempel (Nô-Temple), 2014[3]
- Adolf Ryszka: Tisch, 1986 (16)
- Christoph Mancke: Schreitende, 2005 (43)
- Willi Bauer: Wegsteine, 1986 (17)
- Angelika Summa: Think tank – the message is inside, 2009 (50)
- Albert Hettinger: Auf und Ab, 2009 (49)
- Michael Dan Archer: Deep in the Sheltering Forest, 2009 (48)

An entfernteren Orten sind installiert:
- Martin Schöneich: Verbinden, 2000 (36) – bei Krickenbach
- Uwe Kampf: Katarakt IV, 1992 (23) – auf dem Eichenköpfchen bei Linden
- Karl-Heinz Deutsch: Visierkopf, 2005 (44) – bei Gelterswoog
- Werner Bitzigeio: o. T., 2009 (51) – bei Schopp
- Daniel Stern: Schleierwerk, 2013 (65) – bei Bann

(Die Angaben zu Entstehungsjahren und Standortnummern sind gemäß den Darstellungen bei „Skulpturen Rheinland-Pfalz e. V.“)

## Fotos (Auswahl)

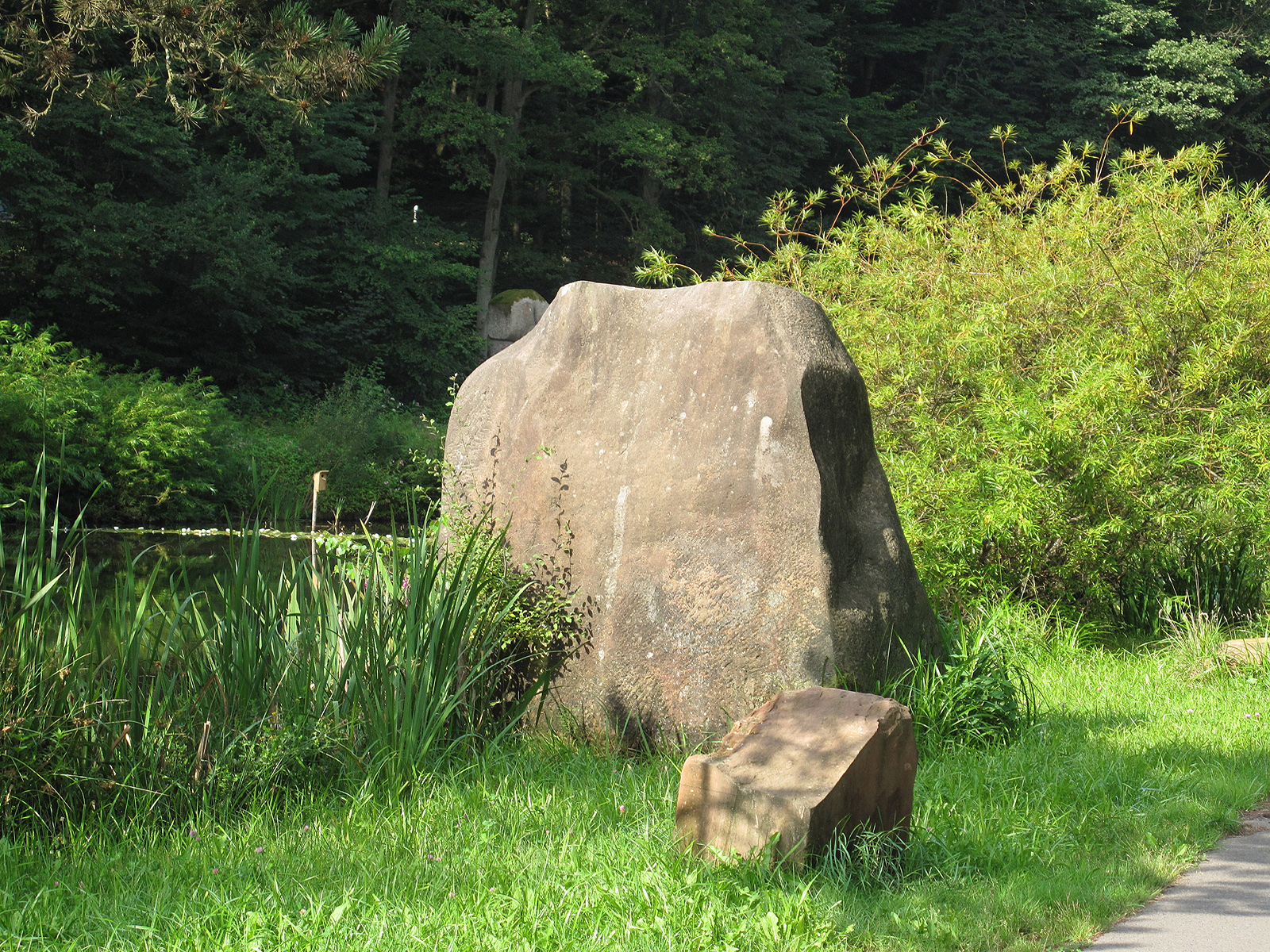
Ruhiger Stein, Adolf Ryszka
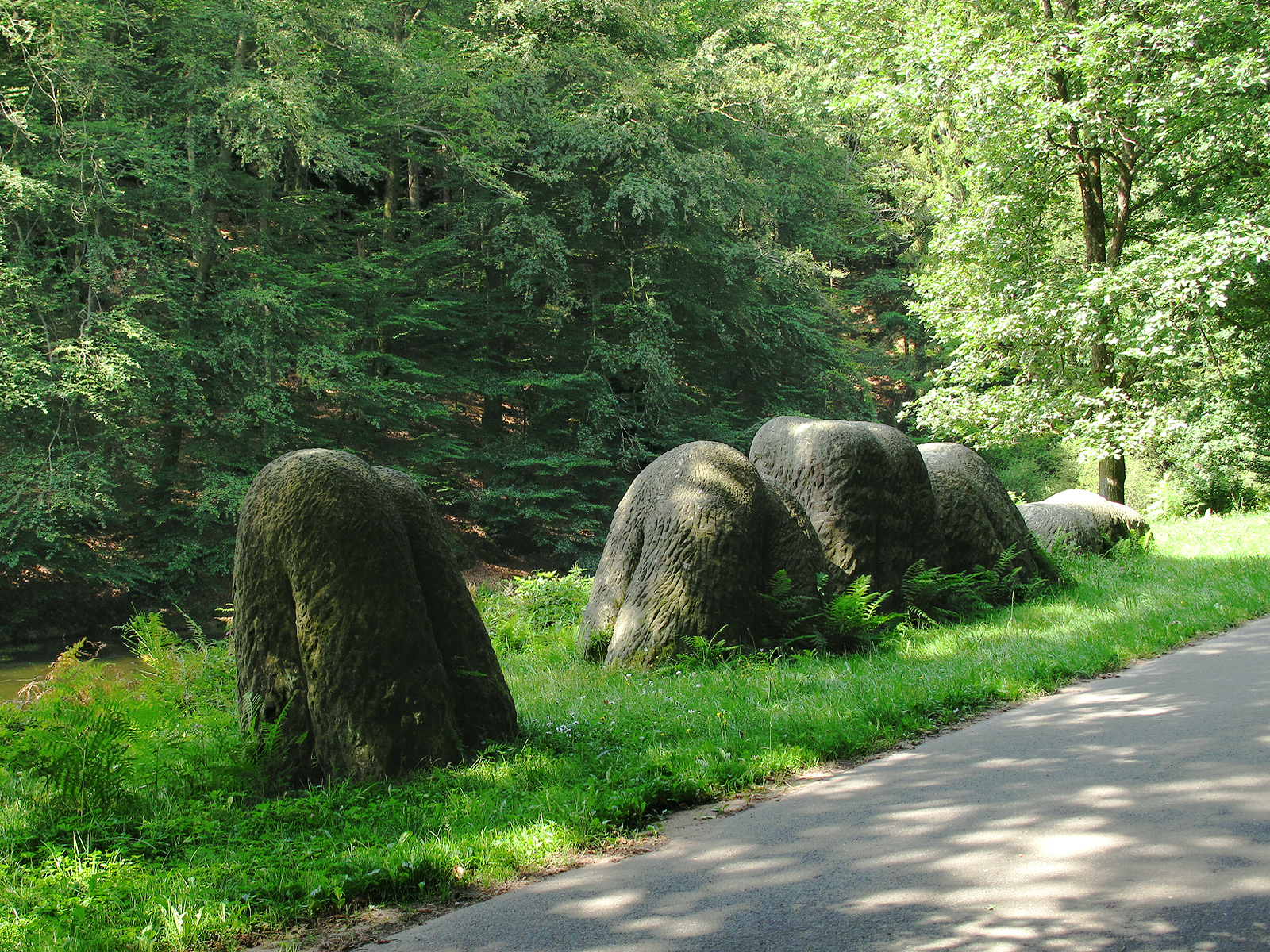
Begegnung und Gespräch, Osamu Ishikawa
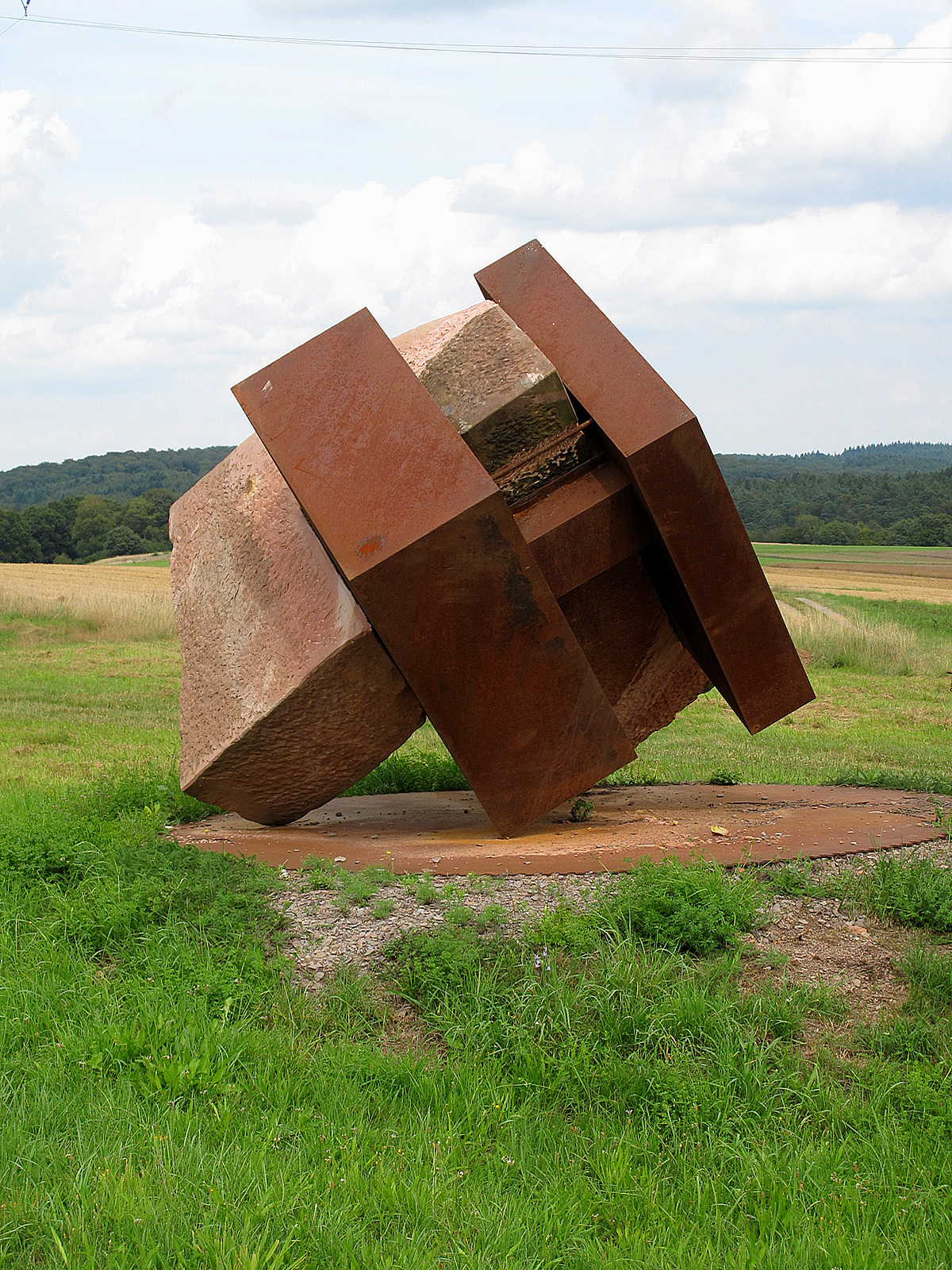
Verbinden, Martin Schöneich
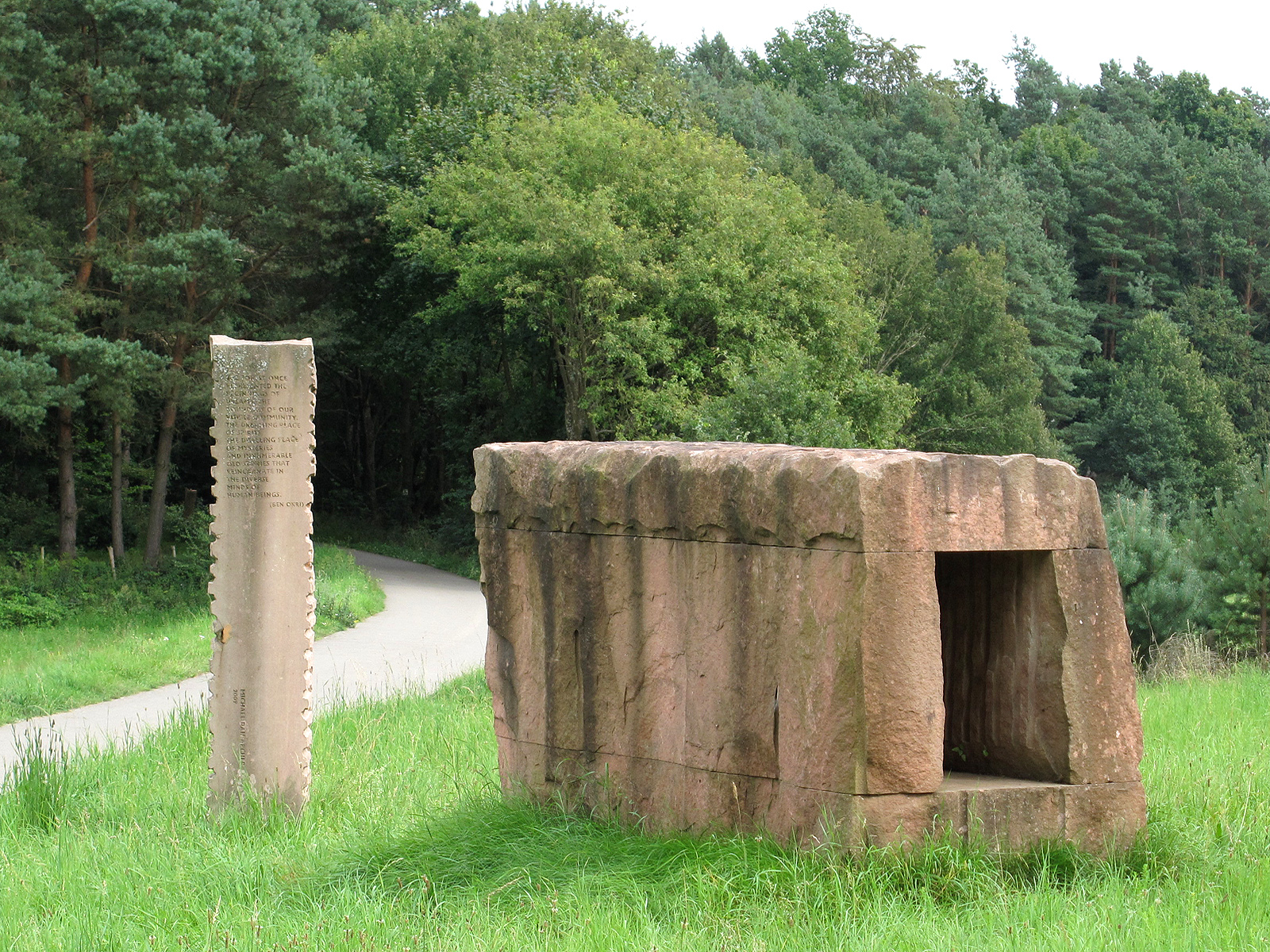
Deep in the Sheltering Forest, Michael Dan Archer